# Roteck
De Roteck (ook: Roteckspitze, Italiaans: Monterosso of Punta di Monte Rosso) is met 3337 meter de hoogste berg van de Texelgroep in de Ötztaler Alpen in het Italiaanse Zuid-Tirol.
Tot het einde van de 19e eeuw heette de berg Zehnerspitze. De bewoners van het Pfossental gebruikte de berg voor het bepalen van de tijd. De eerste vastgelegde beklimming van de berg geschiedde op 24 juli 1872 door onder anderen Dr. Theodor Petersen, tussen 1869 en 1894 bestuurslid van de sectie Frankfurt am Main van de DAV, Rochus Raffeiner en Illdefons Kobler. Zij beklommen hierbij de zuidwestkam van de berg.
De gebruikelijke beklimmingsroute start bij de Lodnerhütte. Het gipfelkreuz op de top werd in 1978 geplaatst.